# Volby do Zastupitelstva hlavního města Prahy 2010

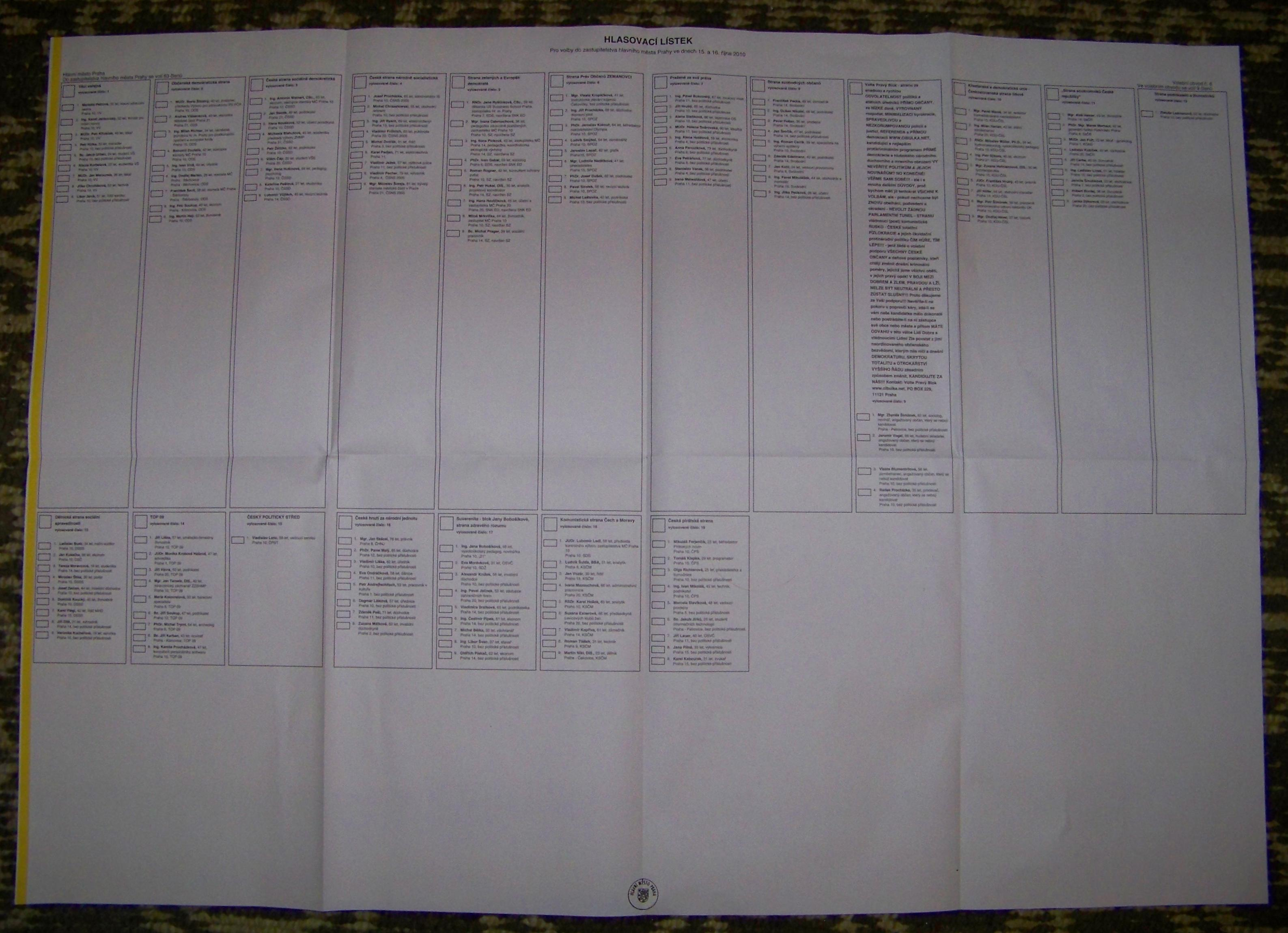
Hlasovací lístek pro volební obvod č. 6 pro volby do Zastupitelstva hlavního města Prahy byl široký asi 85 centimetrů

Volby do zastupitelstva hlavního města Prahy v roce 2010 proběhly v rámci obecních voleb v pátek 15. a sobotu 16. října. Území města bylo rozděleno na sedm devítimandátových obvodů, zvoleno bylo celkem 63 zastupitelů. Volilo 419 171 voličů, což představuje volební účast 44,43 % oprávněných voličů, tedy o 2,26 % vyšší účast, než byl v roce 2006 (42,17 %) a nejvyšší volební účast od roku 1994 (53,73 %). Rozdělení Prahy na řadu obvodů bylo terčem ostré kritiky od menších stran. Některé z nich hodlají záležitost řešit soudně. Příznivcem toho dělení nebyl ani Petr Nečas a ostře jej kritizivoval i Karel Schwarzenberg.
Vítězem voleb se stala TOP 09. Vítěz minulých voleb, Občanská demokratická strana, skončil na druhém místě. Mandáty získaly také Česká strana sociálně demokratická a Komunistická strana Čech a Moravy. Koalice Strany zelených+SNK a Věci veřejné překročily 5% uzavírací klauzuli, kvůli přirozené uzavírací klazuli způsobené velikostí volebních obvodů však žádné mandáty nezískaly. 

## Výsledky hlasování

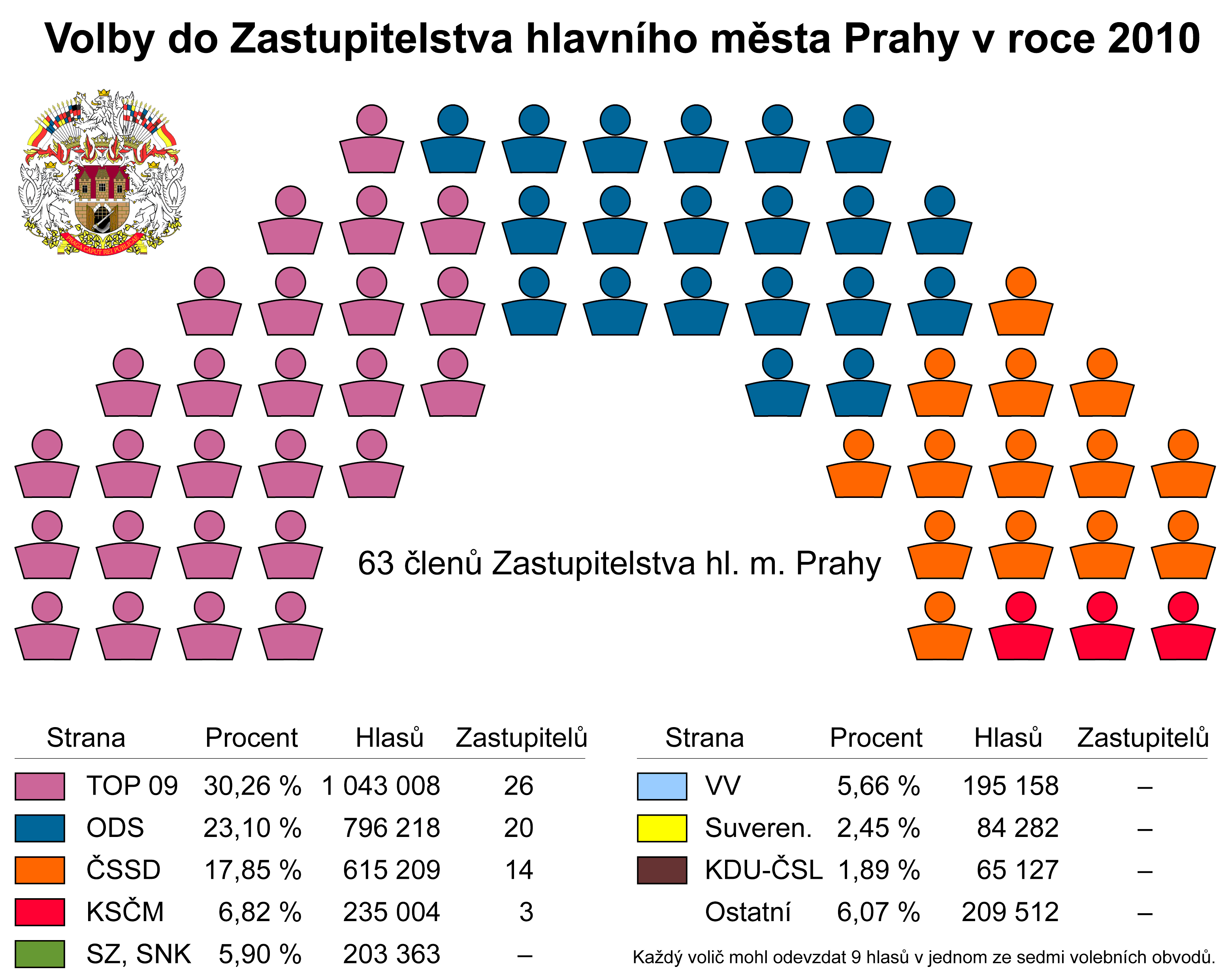
Výsledky voleb do Zastupilstva hl. m. Prahy 2010

| Strana                                                    | Počet hlasů | %     | Mandáty | Mandáty z voleb 2006 | Bilance |
| --------------------------------------------------------- | ----------- | ----- | ------- | -------------------- | ------- |
| TOP 09                                                    | 1 043 008   | 30,26 | 26      | 0                    | +26     |
| Občanská demokratická strana                              | 796 218     | 23,10 | 20      | 42                   | −22     |
| Česká strana sociálně demokratická                        | 615 209     | 17,85 | 14      | 12                   | +2      |
| Komunistická strana Čech a Moravy                         | 235 004     | 6,82  | 3       | 6                    | −3      |
| Koalice Strana zelených, SNK                              | 203 363     | 5,90  | 0       | 6 (SZ) + 4 (SNK ED)  | −10     |
| Věci veřejné                                              | 195 158     | 5,66  | 0       | 0                    | 0       |
| Suverenita - blok Jany Bobošíkové, strana zdravého rozumu | 84 282      | 2,45  | 0       | 0                    | 0       |
| KDU-ČSL                                                   | 65 127      | 1,89  | 0       | 0                    | 0       |
| Strana svobodných občanů                                  | 33 766      | 0,98  | 0       | 0                    | 0       |
| Česká pirátská strana                                     | 32 901      | 0,95  | 0       | 0                    | 0       |
| Ostatní strany (13)                                       | 142 845     | 4,14  | 0       | 0                    | -       |
| Neúspěšné strany celkem (19)                              | 757 442     | 21,97 | 0       | 10                   | −10     |
| celkem                                                    | 3 446 881   | 100   | 63      | 70                   | −7      |

## Zvolení zastupitelé
|                          |        |                 |       |       |  |  |  |
| Jméno a příjmení         | Strana | Zvolen v obvodě | Hlasy | Hlasy |  |  |  |
| Jméno a příjmení         | Strana | Zvolen v obvodě | počet | v %   |  |  |  |
| Zuzana Bonhomme Hankeová | TOP 09 |                 |       |       |  |  |  |
| Iveta Borská             | TOP 09 |                 |       |       |  |  |  |
| Martin Dlouhý            | TOP 09 |                 |       |       |  |  |  |
| Milan Effenberk Růžička  | TOP 09 |                 |       |       |  |  |  |
| Tomáš Hudeček            | TOP 09 |                 |       |       |  |  |  |
| Helena Chudomelová       | TOP 09 |                 |       |       |  |  |  |
| Monika Krobová Hášová    | TOP 09 |                 |       |       |  |  |  |
| Albert Kubišta           | TOP 09 |                 |       |       |  |  |  |
| Jiří Liška               | TOP 09 |                 |       |       |  |  |  |
| Lukáš Manhart            | TOP 09 |                 |       |       |  |  |  |
| Petr Trombik             | TOP 09 |                 |       |       |  |  |  |
| Jiří Nouza               | TOP 09 |                 |       |       |  |  |  |
| Václav Novotný           | TOP 09 |                 |       |       |  |  |  |
| Jiří Pařízek             | TOP 09 |                 |       |       |  |  |  |
| Ondřej Počarovský        | TOP 09 |                 |       |       |  |  |  |
| Pavel Richter            | TOP 09 |                 |       |       |  |  |  |
| Michal Štěpán            | TOP 09 |                 |       |       |  |  |  |
| Věra Šturmová            | TOP 09 |                 |       |       |  |  |  |
| Nataša Šturmová          | TOP 09 |                 |       |       |  |  |  |
| Ludmila Štvánová         | TOP 09 |                 |       |       |  |  |  |
| Petr Trombik             | TOP 09 |                 |       |       |  |  |  |
| Zdeněk Tůma              | TOP 09 |                 |       |       |  |  |  |
| Milan Urban              | TOP 09 |                 |       |       |  |  |  |
| Roman Vaculka            | TOP 09 |                 |       |       |  |  |  |
| Jan Vašíček              | TOP 09 |                 |       |       |  |  |  |
| Jiří Vávra               | TOP 09 |                 |       |       |  |  |  |
| Eva Vorlíčková           | TOP 09 |                 |       |       |  |  |  |
| Rudolf Blažek            | ODS    |                 |       |       |  |  |  |
| Petr Bříza               | ODS    |                 |       |       |  |  |  |
| Petr Hána                | ODS    |                 |       |       |  |  |  |
| Pavel Hurda              | ODS    |                 |       |       |  |  |  |
| Ivan Kabický             | ODS    |                 |       |       |  |  |  |
| Jan Kalousek             | ODS    |                 |       |       |  |  |  |
| Pavel Klega              | ODS    |                 |       |       |  |  |  |
| Gabriela Kloudová        | ODS    |                 |       |       |  |  |  |
| Marie Kousalíková        | ODS    |                 |       |       |  |  |  |
| Radek Lohynský           | ODS    |                 |       |       |  |  |  |
| Dalibor Mlejnský         | ODS    |                 |       |       |  |  |  |
| Josef Nosek              | ODS    |                 |       |       |  |  |  |
| Ondřej Pecha             | ODS    |                 |       |       |  |  |  |
| Milan Richter            | ODS    |                 |       |       |  |  |  |
| Vladimír Schmalz         | ODS    |                 |       |       |  |  |  |
| Bohuslav Svoboda         | ODS    |                 |       |       |  |  |  |
| Boris Šťastný            | ODS    |                 |       |       |  |  |  |
| Aleksandra Udženija      | ODS    |                 |       |       |  |  |  |
| Andrea Vlásenková        | ODS    |                 |       |       |  |  |  |
| David Zelený             | ODS    |                 |       |       |  |  |  |
| František Adámek         | ČSSD   |                 |       |       |  |  |  |
| Karel Březina            | ČSSD   |                 |       |       |  |  |  |
| Petr Dolínek             | ČSSD   |                 |       |       |  |  |  |
| Daniel Hodek             | ČSSD   |                 |       |       |  |  |  |
| Petr Hulinský            | ČSSD   |                 |       |       |  |  |  |
| Lukáš Kaucký             | ČSSD   |                 |       |       |  |  |  |
| Miloslav Ludvík          | ČSSD   |                 |       |       |  |  |  |
| Roman Petrus             | ČSSD   |                 |       |       |  |  |  |
| Lukáš Plachý             | ČSSD   |                 |       |       |  |  |  |
| Miroslav Poche           | ČSSD   |                 |       |       |  |  |  |
| Jan Slezák               | ČSSD   |                 |       |       |  |  |  |
| Lenka Teska Arnoštová    | ČSSD   |                 |       |       |  |  |  |
| Lucie Válová             | ČSSD   |                 |       |       |  |  |  |
| Antonín Weinert          | ČSSD   |                 |       |       |  |  |  |
| Marta Semelová           | KSČM   |                 |       |       |  |  |  |
| Lubomír Ledl             | KSČM   |                 |       |       |  |  |  |
| Petr Šimůnek             | KSČM   |                 |       |       |  |  |  |

## Rozdělení mandátů a koaliční uspořádání

### Do roku 2013
| Koalice (46) | Koalice (46) | Opozice (17)                                                                                    | Opozice (17)       |
| TOP 09 · TOP 09 · TOP 09 · TOP 09 · TOP 09 · TOP 09 · TOP 09 · TOP 09 · TOP 09 · TOP 09 · TOP 09 · TOP 09 · TOP 09 · TOP 09 · TOP 09 · TOP 09 · TOP 09 · TOP 09 · TOP 09 · TOP 09 · TOP 09 · TOP 09 · TOP 09 · TOP 09 · TOP 09 · TOP 09 | ODS · ODS · ODS · ODS · ODS · ODS · ODS · ODS · ODS · ODS · ODS · ODS · ODS · ODS · ODS · ODS · ODS · ODS · ODS · ODS | ČSSD · ČSSD · ČSSD · ČSSD · ČSSD · ČSSD · ČSSD · ČSSD · ČSSD · ČSSD · ČSSD · ČSSD · ČSSD · ČSSD | KSČM · KSČM · KSČM |

### Od roku 2013
| Koalice (26) | Opozice (37) | Opozice (37)                                                                                    | Opozice (37)       |
| TOP 09 · TOP 09 · TOP 09 · TOP 09 · TOP 09 · TOP 09 · TOP 09 · TOP 09 · TOP 09 · TOP 09 · TOP 09 · TOP 09 · TOP 09 · TOP 09 · TOP 09 · TOP 09 · TOP 09 · TOP 09 · TOP 09 · TOP 09 · TOP 09 · TOP 09 · TOP 09 · TOP 09 · TOP 09 · TOP 09 | ODS · ODS · ODS · ODS · ODS · ODS · ODS · ODS · ODS · ODS · ODS · ODS · ODS · ODS · ODS · ODS · ODS · ODS · ODS · ODS | ČSSD · ČSSD · ČSSD · ČSSD · ČSSD · ČSSD · ČSSD · ČSSD · ČSSD · ČSSD · ČSSD · ČSSD · ČSSD · ČSSD | KSČM · KSČM · KSČM |